# Neva (dorp)
Neva (Perzisch: نوا), ook bekend als Nevā, Nava of Nuva, is een dorp in het noorden van Iran. Het dorp hoort bij het district Larijan, in de provincie Mazandaran. De plaats ligt in het grondgebied van de voormalige monarchie en historische landstreek Hyrcanië. Volgens een volkstelling in 2006 had Neva 185 inwoners, bestaande uit 48 families. De inwoners spreken het Amoli-dialect: een dialect van de Iraanse taal Mazanderani, dat in het noorden van het land wordt gesproken.

## Toponymie
De plaatsnaam van het dorp is afkomstig uit het Mazanderani. De naam verwijst naar de veronderstelling dat het in het dorp vaak opmerkelijk hard zou waaien; volgens de Mazanis waait het er aanzienlijker harder dan in de omliggende plaatsen. Ruwweg vertaald naar het Nederlands betekent va (in Neva) 'wind' of 'windvlagen'.
De naam van het dorp wordt ook vaak in de geromaniseerde vorm Nevā geschreven. Ook wordt de plaats 'Nava' of 'Nuva' genoemd.

## Geografie
Neva ligt op een hoogte van 2288 m. Het is gelegen in de Elboers: een hooggebergte tussen het Hoogland van Iran en de Kaspische Zee. Direct aan de oostkant van het dorp ligt het rivierdal van de Azoo-rivier (Azoo Darre). Ten noordwesten van Neva ligt de hoogste berg van Iran: de Damavand. Het betreft een stratovulkaan met in de topkrater zichtbare fumarolen. In Neva kijkt men uit op de Damavand, die een belangrijke betekenis heeft in de cultuurgeschiedenis van de plaats. De berg is een befaamde plek in de zoroastrische en Perzische mythologie. Ten zuidwesten van Neva ligt het dal Esfeh Khāk (Darreh-ye Esfeh Khāk).
In het zuidoosten van het dorp ligt het natuurgebied Azoo (ook bekend als 'Azou' of 'Azo'). Dit natuurgebied is met name bekend vanwege haar alpiene weiden met een zeer bloemrijk vegetatieaspect in het voorjaar en de vroege zomer. Deze weiden, die een hoge natuurwaarde kennen, hebben een oppervlakte van ongeveer 35 ha. De begroeiingen die er voorkomen staan in het bijzonder bekend om de vele schermbloemigen en terrestrische orchideeën. Het natuurgebied trekt hoofdzakelijk toeristen uit Teheran.

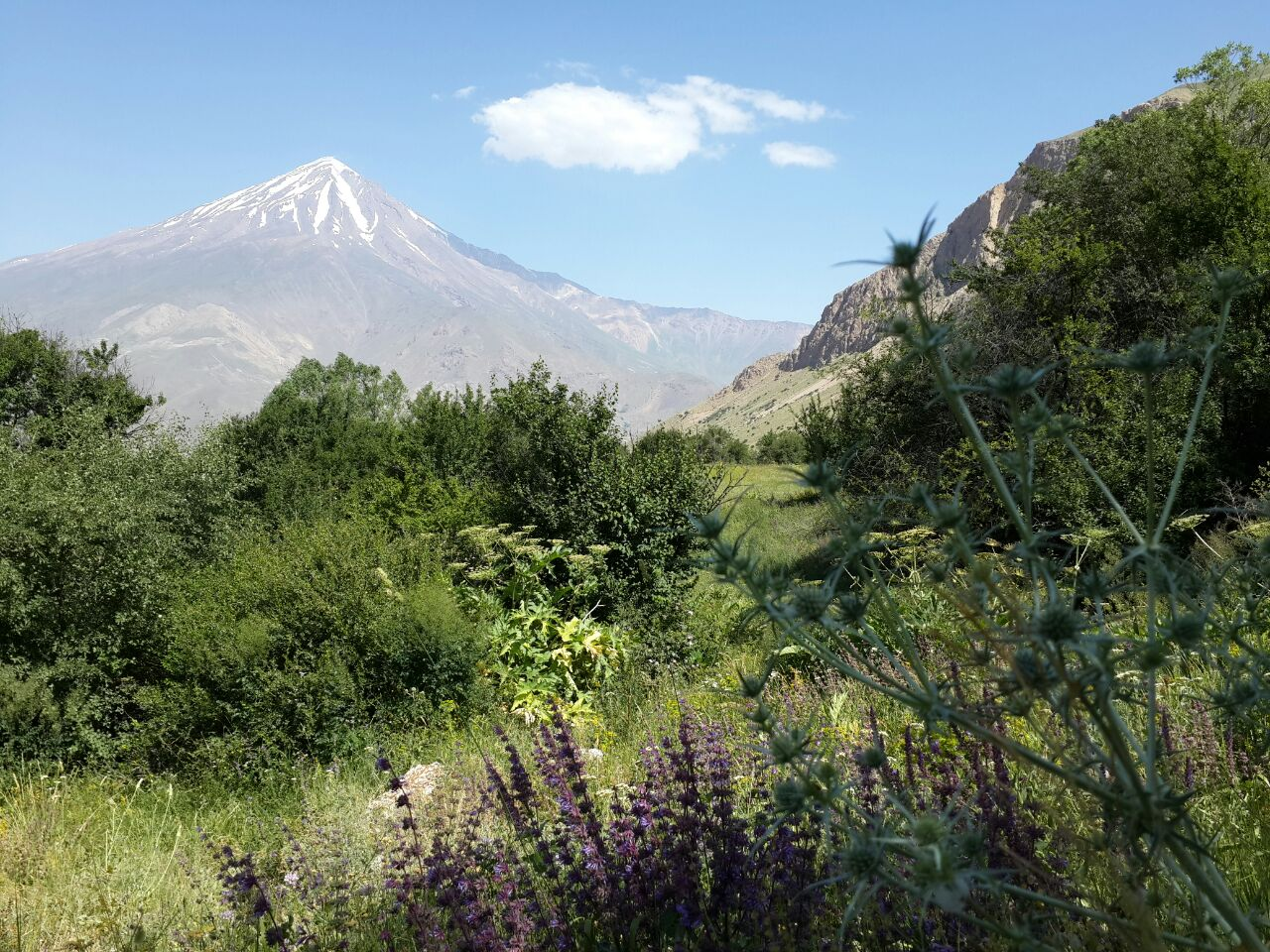
Vegetatie in het Mazandaraanse landschap in Neva
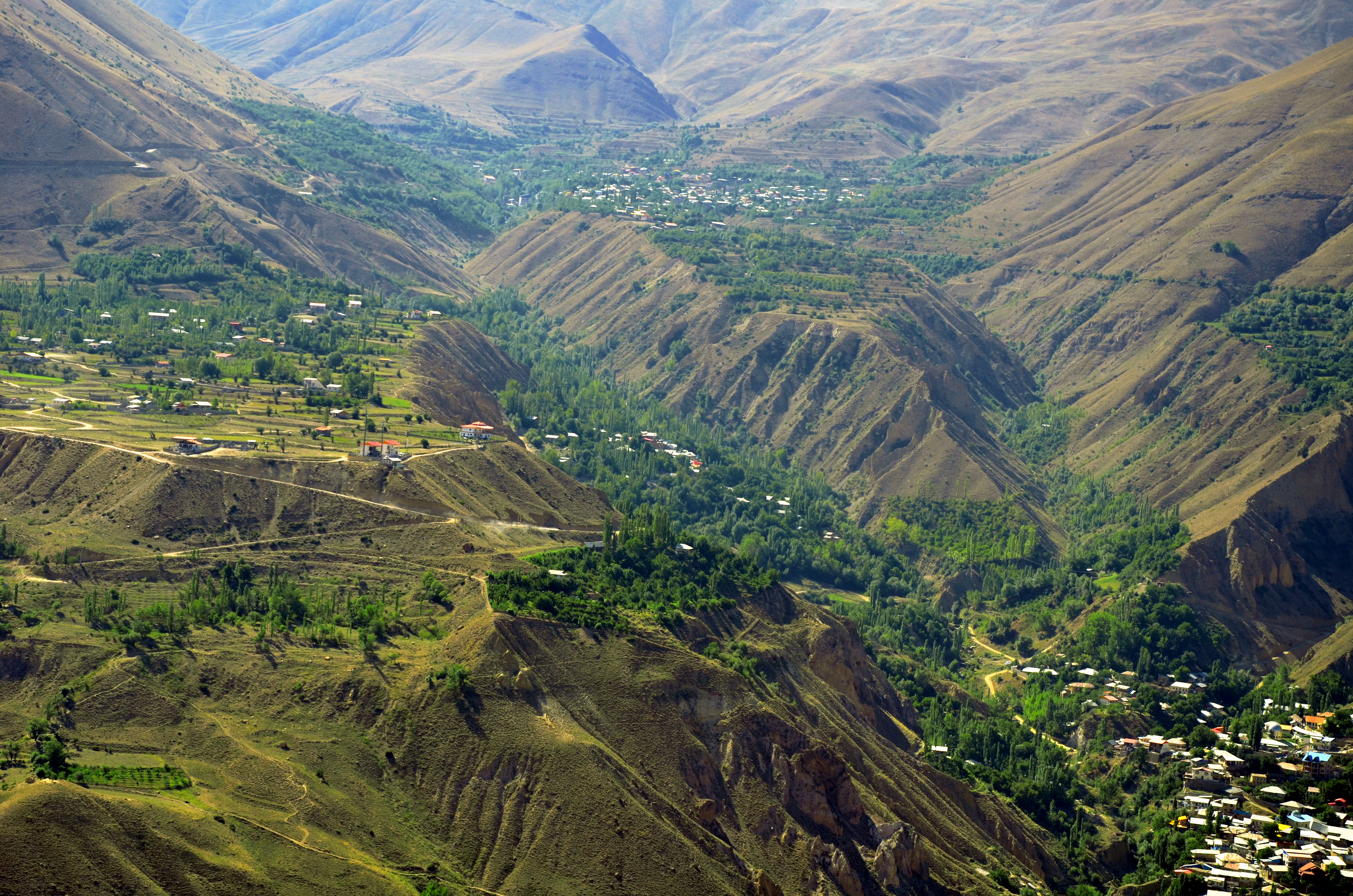
Zicht op Neva (centraal bovenin) en een deel van Niak (rechts onderin)